# Patrimoni Forestal de l'Estat
El Patrimoni Forestal de l'Estat era un organisme autònom administratiu perifèric espanyol, de forma paral·lela i independent a la resta de l'Administració forestal de l'Administració General de l'Estat, entre els anys 1935 i 1971. Era una entitat de dret públic, amb personalitat jurídica pròpia i autonomia financera, tenint al mateix temps consideració de Direcció General del Ministeri d'Agricultura, amb tots els drets que a aquestes li corresponien.
Institució creada a la segona república espanyola, al bienni conservador (Llei republicana del Patrimoni Forestal de l'Estat de 09/10/1935), que rep un important impuls a partir de l'any 1941 (Llei del Patrimoni Forestal de l'Estat, de 10/03/1941) durant el règim franquista.
L'any 1952 el PFE rep per integració al Servei Hidrològic-Forestal de la Nació que depenia de la Direcció General de Monts, Caça i Pesca Fluvial.

## Antecedents
La necessitat d'una gestió de la propietat pública forestal ja s'estava produint al si dels col·lectius d'enginyers de forests:
- Asamblea forestal, a Madrid, octubre de 1910. On el Ministre Fermín Calbetón va prometre 160 millones de pesetas de 1910 per a repoblació de les forests espanyoles (inversió que no es va produir mai perquè la crisis política ho va impedir).[3]
- III Congrés d'Economia Nacional, a València, 1918.[4]
- La creació creació del Patrimoni Forestal de l'Esta al període republicà va suposar la priorització absoluta de les repoblacions en espècies de torn curt. Aquestes accions no es feien preferentment per a protecció física de les forests, sinó per prioritats socials al cobrir zones d'elevat atur .

## Finalitats del Patrimoni Forestal de l'Estat
La finalitat del Patrimoni Forestal de l'Estat és executar la política de reforestació de l'Estat, en concret restaurar, conservar i incrementar la riquesa forestal nacional, assenyalant la repoblació, amb preferència la realitzada amb espècies de creixement ràpid, com el seu principal objectiu, que es poden resumir en tres punts:
- Reforestació:[5] Es planteja a partir d'un ambiciós programa de repoblació forestal, el «Pla General de Repoblació Forestal d'Espanya»[6] que proposava repoblar sis milions d'hectàrees de terreny forestal en cent anys. Només una quarta part de la superfície es feia amb finalitat protectora del sòl (acció hidrològica-forestal, per evitar avingudes fluvials). A un Estat autàrquic, es basa en interessos d'abastiment nacional de fusta (les repoblacions es van fer en un 90% amb coníferes, bàsicament pinàcies), i per l'interès social, amb la creació de llocs de treball eventual en zones rurals amb fort atur endèmic. A la fi la dècada dels 50, es repoblava a un ritme de 100.000 hectàrees per any i es va arribar a un total de superfície repoblada d'1,5 milions d'hectàrees l'any 1966.

- Gestió de la propietat patrimonial dels predis forestals de l'Estat. Efectuant una tasca repobladora en terrenys sense arbrat de propietat de l'Estat, però el nombre i superfície dels predis patrimonials era molt baix.[7] Gràcies a una forta injecció econòmica, el PFE va efectuar la compra de nombrosos predis, fins i tot de pobles sencers (els habitants de les cases havien d'abandonar el lloc), on va dur a terme immediatament actuacions de repoblació forestal. Suposava un fenomen nou: l'emigració forestal, on els terrenys forestals i les terres de conreu són repoblades per espècies forestals.[8]
- Consorcis de repoblació forestal.[9] Es va incentivar la realització de consorcis amb finques particulars o públiques, on el titular del terreny cedia el sòl a PFE, i aquest repoblava, gestionava i explotava la fusta (els beneficis eren compartits). També facilitava subvencions en metàl·lic, serveis d'assessorament tècnic, plantes dels vivers oficials o simplement llavors. Amb la fórmula dels consorcis es van repoblar 3 milions d'hectàrees (bàsicament al vessant atlàntic). De facto, el PFE es va convertir en el principal propietari de boscos productius d'Espanya, amb un important control del mercat de la fusta.[10]

## Distribució territorial
Inicialment, s'organitzava en sis prefectures regionals (encara que anys més tard es veurien incrementades). Les primeres sis es van repartir geogràficament.
1ª) les quatre províncies gallegues, més la d'Oviedo.
2ª) País Basc, Santander, Logronyo, Navarra, Sòria i Burgos.
3ª) Aragó, Catalunya i Balears.
4ª) València, Múrcia, Castella la Nova i Badajoz.
5ª) Andalusia i Illes Canàries.
6ª) Caceres, Avila, Segòvia, Lleó, Zamora, Salamanca, Valladolid i Palència.
Entre aquestes sis prefectures es van repartir al seu torn fins a 23 Brigades bàsicament uniprovincials, excepte les de Logronyo-Navarra i la de Ciutat Real-Toledo. La integració del Servei Hidrològic-Forestal que s'organitzava per conques, modifica l'organització territorial, que s'organitza en dotze regions, cadascuna constituïda per una Divisió Hidrològic-Forestal que aglutina determinades províncies.

## Organització
Entitat amb un fort suport polític, el que es va traduir en dotacions pressupostàries mai vistes a l'Administració forestal, tradicionalment molt desfavorides en relació amb les dels sectors agrícola i ramader, amb els quals compartia Ministeri. els fons del Patrimoni s'alimentaven d'una subvenció pressupostària anual de l'Estat fixada per la Llei de 1941 en 100 milions de pessetes i més tard elevada a 500 milions de pessetes, al que s'afegien els ingressos procedents de l'explotació dels predis de l'Estat així com de les zones repoblades. Disposava a cada prefectura de serveis administratius descentralitzats i amb plens poders per executar, el que la va convertir en una administració eficient.
L'aparició del Patrimoni Forestal de l'Estat va suposar certa duplicació de serveis, en particular dels serveis de repoblació forestal amb altres ens de l'administració, com el Districte forestal i el Servei Hidrològic-Forestal, això va suposar situacions de tibantor i tensió, entre les dues diferents institucions, especialment a nivell de terreny, entre els guardes forestals de les dues entitats: Guardes forestals de l'Estat (funcionaris de carrera) al Districte Forestal i al Servei Hidrològic-Forestal a una banda, i els Guardes forestals del Patrimoni de l'Estat (personal laboral) a l'altra.
les Divisions Hidrológiques del Servei Hidrològic-Forestal segueixen treballant, en col·laboració amb el Patrimoni Forestal de l'Estat, organisme que les acabarà absorbint. Mitjançant la Llei de 15 de juliol de 1952 el Servei Hidrològic-Forestal passa a dependre de la Direcció General del P.F.E. A partir de l'any 1955 els dos ens (Districte forestal i PFE) comparteixen direcció general.
L'any 1968 es reestructura el Patrimoni Forestal de l'Estat, les antigues divisions desapareixen i les funcions van ser assumides pels Serveis Hidrològic-Forestal de caràcter provincial.

## Reconeixement
Les intenses repoblacions forestals efectuades van ser objecte de reconeixement al VI Congrés Forestal Mundial de la FAO celebrat a Espanya, Madrid.